# Kolosi Péter
Kolosi Péter (Budapest, 1971. november 2. –) magyar műsorvezető, rendező, egyetemi oktató.

## Életpályája
Szülei Kolosi Tamás (1946-) Széchenyi-díjas magyar szociológus és Zimányi Zsófia. 1985-1989 között az Eötvös József Gimnázium diákja volt. 1990-1995 között az ELTE Állam- és Jogtudományi Kar hallgatója volt. 1993-1997 között a Színház- és Filmművészeti Főiskola tv-rendező szakán tanult Horváth Ádám tanítványaként. Egyetemi éveiben a Pentaton Ügynökségnél impresszárió volt (1989-1992). 1994-1997 között a Magyar Televízióban riporter, műsorvezető, szerkesztő volt. 1997 óta a Színház- és Filmművészeti Egyetem óraadója. 1997-2001 között az RTL Klub Fókusz című műsorának főszerkesztője és műsorvezetője, 2001 óta az RTL Klub programigazgatója. 2015-től az RTL Magyarország vezérigazgató-helyettese. 2005-ben a Színház- és Filmművészeti Egyetemen DLA fokozatot szerzett.

## Műsorai
- Objektív
- Nap-kelte
- Múzsa
- Életmód 2000
- Mákvirágok
- Heló Világ!
- Fókusz

## Filmjei
- Budapest belváros – Lipótváros (1997)
- Hús vétkek (2009)

## Művei
- A kereskedelmi televíziózás Magyarországon (2006)

## Díjai
- Magyar Esélyegyenlőségi Díj (2023)